# Rußbach am Paß Gschütt
Rußbach am Paß Gschütt is een gemeente in de Oostenrijkse deelstaat Salzburger Land, en maakt deel uit van het district Hallein.
Rußbach am Paß Gschütt telt 800 inwoners.

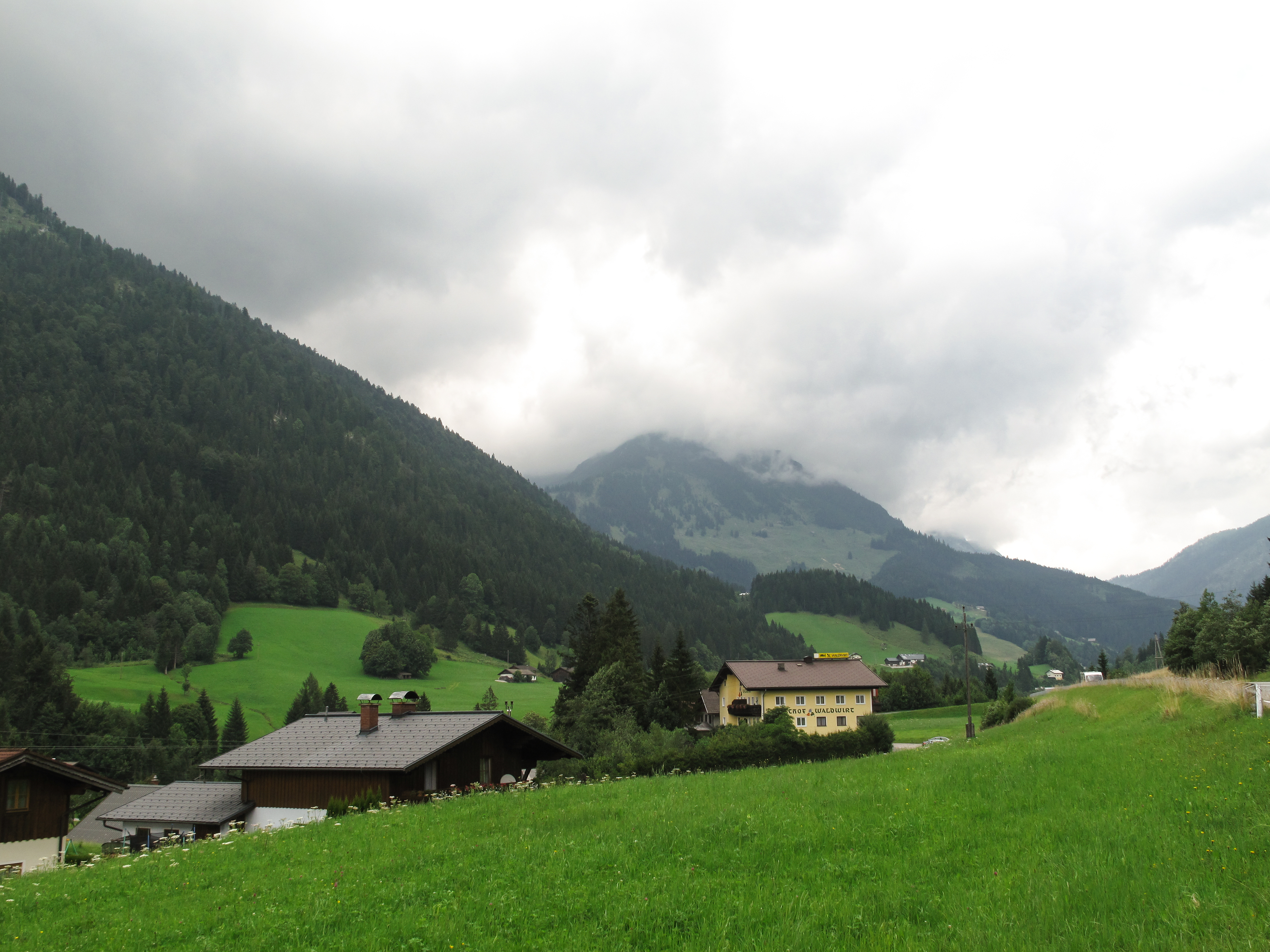
tussen Russbach en Lindenthal, panorama

Abtenau ·
Adnet ·
Annaberg-Lungötz ·
Bad Vigaun ·
Golling ·
Hallein ·
Krispl ·
Kuchl ·
Oberalm ·
Puch ·
Rußbach ·
St. Koloman ·
Scheffau
- Gemeinsame Normdatei: 4456836-8
- Virtual International Authority File: 235658295